# Jaka Bijol
Jaka Bijol, född 5 februari 1999, är en slovensk fotbollsspelare som spelar för Udinese.

## Klubbkarriär
Den 22 juni 2018 värvades Bijol av ryska CSKA Moskva, där han skrev på ett femårskontrakt. Den 18 september 2020 lånades Bijol ut till tyska Hannover 96 på ett säsongslån.
Den 14 juli 2022 värvades Bijol av italienska Serie A-klubben Udinese, där han skrev på ett femårskontrakt.

## Landslagskarriär
Bijol debuterade för Sloveniens landslag den 13 oktober 2018 i en 1–0-förlust mot Norge, där han blev inbytt i halvtid mot Leo Štulac.

## Meriter
CSKA Moskva
- Rysk supercupvinnare: 2018